# Championnat des Seychelles de football 2019
Navigation
Saison précédente Saison suivante
La saison 2019 de Barclays First Division est la quarantième édition de la première division seychelloise. Il s'agit d'une saison de transition, les douze équipes engagées sont réparties dans deux groupes, la ligue de Mahé et la ligue des Îles Intérieures. Aucun titre officiel n'est décerné à la fin du championnat, ni aucune relégation n'aura lieu.

## Les équipes participantes
- Ligue de Mahé :
  - Saint Michel United
  - Northern Dynamo
  - Saint-Louis Suns FC
  - Foresters Mont Fleuri FC
  - Red Star Defence Forces
  - Au Cap FC
  - The Lions Cascades FC
- Ligue des Îles Intérieures : 
  - La Passe FC
  - Côte d'Or FC
  - Light Stars FC
  - Anse Réunion FC
  - Revengers FC

## Compétition
Comme il s'agit d'une saison de transition pour avoir à partir de la prochaine saison un championnat à cheval sur deux années, aucun titre n'est décerné. Tous les résultats ne sont pas connus.